# Красная комната (Белый дом)
Красная комната в Белом доме — один из трёх государственных кабинетов на первом этаже Белого дома — официальной резиденции президента Соединённых Штатов Америки. Комната служит гостиной и музыкальным залом, последние президенты проводили в ней небольшие обеды.
Комната имеет площадь 58,5 квадратных метров. В ней шесть дверей, которые открываются в Голубую комнату, Центральный холл, Южный портик и парадную столовую.

## Обстановка
На протяжении девятнадцатого века Красная комната меняла ряд стилей от американского неоклассического и неоренессанса до неорококо и модернизма. По заказу президента Джеймса Монро в 1819 году в Белый дом был доставлен мраморный камин из Италии, который установили в парадной столовой. В 1902 году президент Теодор Рузвельт выбрал архитектора Чарльза Маккима для ремонта Белого дома. Архитектор переставил камин из столовой в Красную комнату, а также обновил в ней мебель, оббив её и стены бордовым бархатным шёлком.
К 1951 году президентский дом сильно обветшал и нуждался в полной реконструкции. Президент Трумэн начал масштабный ремонт здания. Интерьер был во многом демонтирован. Реконструкции подверглась и Красная комната. Высота потолка была уменьшена примерно на 18 сантиметров, он был заново оштукатурен, и орнамент потолка напоминал звёздное небо.
Каминные французские часы 1775—1780 годов в стиле Людовика XVI были подарены Трумэну французским президентом Венсаном Ориольё в 1954 году после завершения «трумэновской» реконструкции дома (1949—1952). Большинство мебели и антиквариата, которая в настоящее время находится в Красной комнате, были приобретены во время президентства Кеннеди и Никсона.
Супруга Джона Кеннеди, Жаклин, урождённая Бувье, выбрала американский неоклассический стиль для Красной комнаты и наняла дизайнера Стефана Будена для оформления интерьера. Комната была украшена позолоченными дельфинами, листьями растений, львиными головами и сфинксами, которые были тогда очень популярны. Новую мебель в основном покупали в Нью-Йорке у Шарля Оноре Lannuier. Она была оббита вишнёвым шёлком под цвет стен. На нем был изображён рисунок фруктов, золотых медальонов и свитков. Покрытия стен — шёлк вишнёвого цвета, декоративные ленты и обивочная ткань были произведены американской текстильной фабрикой Scalamandré. Диван в стиле ампир, приобретённый в этот период, принадлежал ранее Нелли Кастис, дочери Марты Вашингтон. В это же время был приобретён и французский ковёр 1815 года кремового цвета с орнаментом в виде медальона, красных роз, листьев лавра. Он хорошо сочетался с красными обшивкой стен и мебели.
В 1971 года за обновление интерьера взялась другая первая леди США Пет Никсон. Для работы она наняла архитектора и дизайнера Эдварда Джонса. Потолок был вновь отштукатурен, и на нём появился орнамент медальона, соответствующий медальону на ковре. Обшивка стен стала алого цвета. Между двумя окнами был установлен бюст президента Мартина ван Бюрена, вырезанный скульптором Хирамом Пауэрсом. Над камином повесили портрет дочери президента Бюрена Анжелики, написанный в 1842 году художником Генри Инманом. Панели драпированы жёлто-золотым атласом с ручной бахромой. Шторы для комнаты были изготовлены дизайнером Эдваром Джонсоном в английском стиле.
В 2000 году Красная комната вновь подверглась обновлению под руководством Хиллари Клинтон. Цвет стен и обивку мебели поменяли на красный кармин, что является типичным для XIX века. Реставрация Красной комнаты и всего Белого дома проходили регулярно с приходом новой первой семьи в Белый дом.
Медисоны, Линкольны, Гранды и Кеннеди использовали комнату как музыкальное помещение. В ней часто играли на фортепиано, гитаре и рояле. Сегодня музыкальный стенд у камина напоминает, что когда-то комната была музыкальным центром Белого дома. Элеонора Рузвельт использовала комнату для встречи с представителями прессы. После государственных похорон президента Кеннеди, его супруга принимала глав иностранных государств в Красной комнате. Рейган часто использовал комнату как помещение для съёмки фотографий с главами государств. Клинтон устраивал в комнате небольшие вечеринки.

## Галерея
- Президент Барак Обама в Красной комнате, 2009
- Обама вместе с женой Мишель и Валери Джаретт, 2009
- Семья президента Джорджа Буша-младшего, 2005
- Первая леди Ненси Рейган в Красной комнате, 1981
- Президент Трумэн получает французские часы и два светильника от французского посла Анри Бонне, от имени президента Франции Венсана Орильё.